# サーフドラム
サーフドラム（Surfdrum）は、波の音を再現した擬音楽器である。別名はオーシャンドラム。

## 形状・奏法
タンバリン程度の大きさのドラムの両面にヘッドが張ってあり、中には鉄粒や豆、石などを入れる。
それを傾けたり、揺らしたり、振ったりすることで音を出すが、手で叩いたり、マレットで叩いたりすることもある。

## 代用
一般的には14インチ程度のドラムヘッドを2枚用意し、その中に鉄粒や豆や石を入れて接着する。そうすることでほぼ同様の効果が得られる。バスドラムなどの巨大なヘッドを使用することも多い。また、大き目の箱に同様の物を入れて揺すり使用することもある。

## 主要メーカー
- REMO（英語版）
- TOCA